# Jaroslav Dufek
Jaroslav Dufek (26. dubna 1934 Brno – 30. září 2011 Brno) byl český herec a divadelní pedagog, držitel Ceny Thálie z roku 1995.

## Život
Jaroslav Dufek se narodil 26, dubna v Brně do rodiny číšníka Akademické kavárny. Na otcově pracovišti přicházel do styku s brněnskými kulturními osobnostmi, které v něm probudily lásku k herectví. Po studiu na gymnáziu, kdy pořádal školní besídky a poprvé vystupoval v ochotnickém divadle, vystudoval roku 1956 činoherní herectví na Divadelní fakultě Janáčky akademie múzických umění v Brně.
Po absolvování brněnské JAMU začal hrát v brněnském Divadle bratří Mrštíků (1956 – 1966). Odtud přešel do Národního divadla Brno, kde působil v letech 1965 – 1998 v Mahenově činohře. I po odchodu na odpočinek zde vystupoval až do své smrti jako stálý host. Hostoval též v Městském divadle Brno.
Od 60. let se také průběžně objevoval ve filmových a televizních rolích, i když z důvodu brněnského angažmá poměrně sporadicky. Diváci si jej mohou pamatovat zejména z televizních seriálů Četnické humoresky, Dobrodružství kriminalistiky nebo Slovácko sa nesúdí.
Šlo také o významného divadelního pedagoga (vyučoval na JAMU), dabéra a rozhlasového herce. V roce 2002 obdržel Cenu Františka Filipovského za dabing.
V roce 1995 mu byla udělena Cena Thálie za výkon ve hře Bratři Karamazovi.
Zemřel v rodném Brně po krátké nemoci 30. září 2011. Pochován je na tamním Královopolském hřbitově.